# 앨리스 브라운

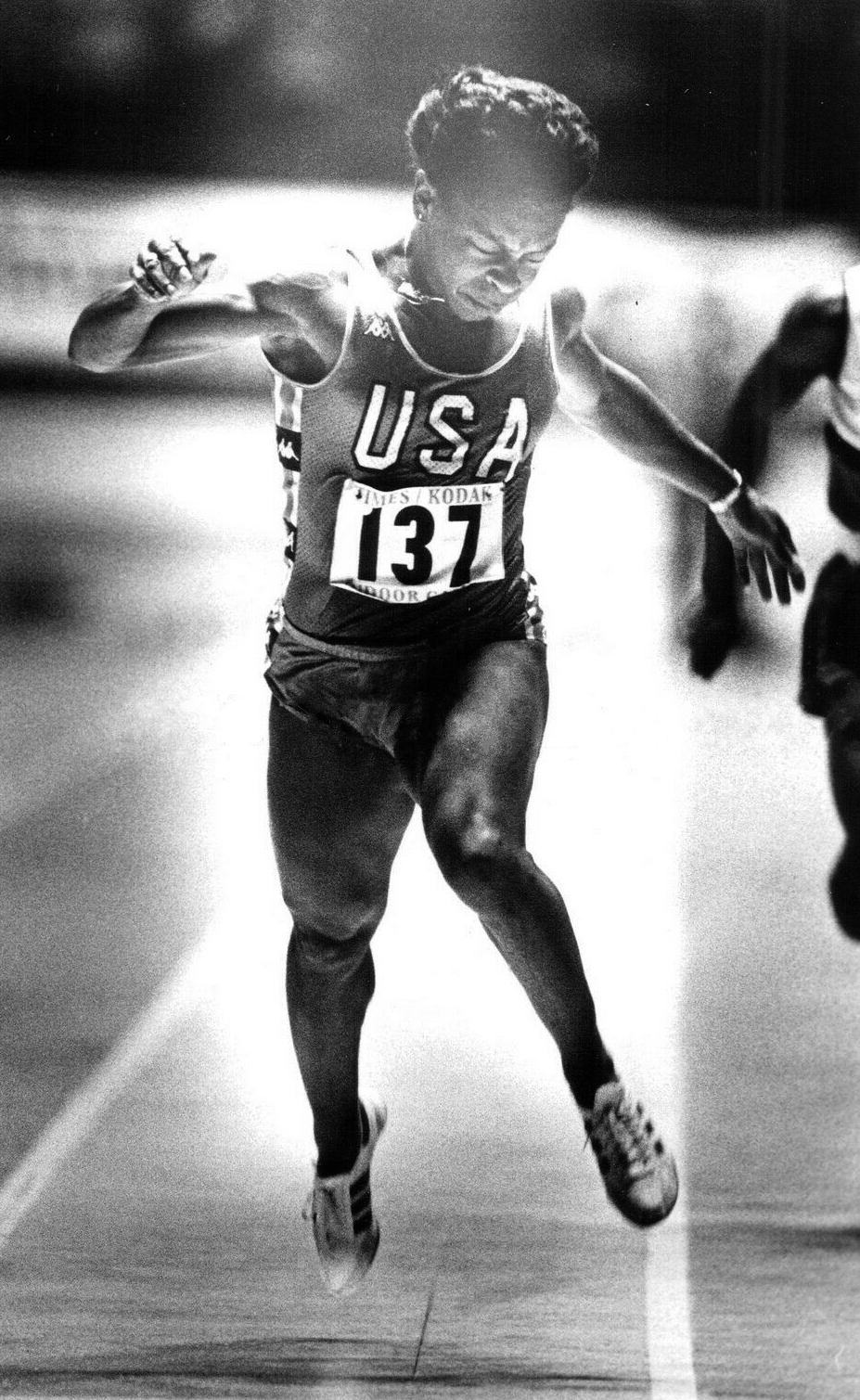

앨리스 리자이나 브라운(Alice Regina Brown, 1960년 9월 20일 ~ )은 은퇴한 미국의 여자 단거리달리기 선수이다.
미시시피주 잭슨에서 태어나 캘리포니아주 패서디나에 있는 존 무어 고등학교와 캘리포니아 주립 대학교 노스리지에서 수학하였다.
자신의 빠른 출발로 저명한 그녀는 1984년과 1988년 2연속 금메달을 획득한 미국 올림픽 여자 400m 릴레이 팀에서 선두 주자였다.
1984년 로스앤젤레스 올림픽 여자 100m 결승전에서 브라운과 동료 지닛 볼든은 선두로 돌진하였고, 세계 기록 보유자 에벌린 애슈퍼드 만에 의하여 따라잡혔으며 브라운은 11.13초로 은메달을 땄다. 후에 미국 릴레이 팀은 1초 차이로 캐나다 팀을 꺾고 우승을 거두었으며, 종목 역사상 거대한 우승 차였다. 이 일은 100m 결승전 진출에 이룬 3명의 미국 선수들의 전부와 브라운의 뛰어난 출발을 포함한 가장 강한 팀의 이유였다. 미국 팀은 동구권의 보이콧으로 인하여 동독과 소련 팀이 빠지면서 명확한 우승 후보였다.
1988년 서울 올림픽에서 12년 전 몬트리올 올림픽 이래 처음으로 모든 국가들이 참가하였으며, 여자 400m 릴레이에서 성공할 가망이 없던 자메이카 팀을 제외한 모든 강한 국가들이 나왔다.
브라운은 다시 한번 선두 주자로 달려면서 팀을 지도하였다. 자신이 쉴라 에콜스에게 배턴을 전달할 때 다음 레인에서 잡히며 불가리아 선수를 지나고 있었다. 3번째 주자 플로렌스 그리피스조이너가 차지하며 완고하게 달려 마를리스 괴어에 3m의 매우 인성적 인기에 놓인 최종 주자 애슈퍼드에게 전달하여 명확한 미터에 의하여 미국 팀을 승리로 이끌었다. 41.97초의 이 우승 시간은 싱거운 배턴 교환으로 인하여 미국 기록에 하락하였다. 그 일은 미국 팀이 이 종목에서 2번째 연속적 금메달을 획득한 초급의 기초 속력과 순수한 재능이었다.
로마에서 열린 1987년 세계 육상 선수권 대회에서 브라운은 릴레이 종목을 우승하기도 하였으며, 다이앤 윌리엄스(2번째 주자), 그리피스조이너(3번째 주자)와 팸 마셜(최종 주자)로 이루어진 매우 강하고 잘 연습된 이 팀은 우승 후보였다. 그들은 보통 지배적인 동독 팀보다 1초나 더 빠른 시간과 준결승전을 우승하욨다. 그들은 결승전에서 동독 팀을 2위로 밀리게 하고, 당시 미국 기록이었던 선수권 대회 기록 41.58초로 우승하였으며 아직도 역사상 가장 빠른 시간들 중의 하나로 랭킹에 놓여있다.